# Тоцешти (Алба)
Тоцешти (рум. Toțești) насеље је у Румунији у округу Алба у општини Ваду Моцилор. Општина се налази на надморској висини од 940 m.

## Становништво
Према подацима из 2002. године у насељу је живело 46 становника, од којих су сви румунске националности.